# São Gonçalo Futebol Clube (Rio Grande do Norte)
O São Gonçalo Futebol Clube foi um clube brasileiro de futebol, com sede na cidade de São Gonçalo do Amarante, no estado do Rio Grande do Norte. 

## História

### A fundação
Com uma história rápida, mais vitoriosa, o São Gonçalo Futebol Clube, o "Touro", nasceu de um sonho do desportista Francisco Potiguar Cavalcanti Júnior (Poti Júnior), em ver o seu município participando da elite do futebol do Estado do Rio Grande do Norte.
Era um sonho de criança que se tornou realidade no dia 29 de julho de 1999, quando Poti Júnior, após receber convite do presidente da FNF, Nilson Gomes, para participar do campeonato estadual da 1ª divisão conseguiu reunir um grupo de sessenta e nove amigos para fundar o São Gonçalo Futebol Clube, em uma noite inesquecível na Câmara Municipal de São Gonçalo do Amarante.
Impossibilitado de assumir a presidência da equipe pela imensa responsabilidade de ser Prefeito de sua terra, São Gonçalo do Amarante - RN, Poti e os demais fundadores, chegaram a um consenso em torno do nome do desportista Alexandre Carlos Cavalcanti Neto, Deputado Estadual, para ser o primeiro presidente do SGFC.
No dia da fundação da equipe, Poti Júnior teve o seu nome aclamado por unanimidade como presidente de honra do SGFC. Nesta mesma noite, ficou definido que o mascote do time seria a imagem de um boi, em homenagem a mais tradicional dança folclórica do município que é o Boi Calemba. Entretanto, o boi tornou-se “ Touro ”, em decorrência da torcida ter tomado conta da divulgação do nome deste último.
Na mesma assembléia ficou decidido que vermelho, azul e branco (tricolor) seriam as cores do SGFC, numa referência às cores contidas na bandeira do município. O nome São Gonçalo Futebol Clube foi escolhido depois da análise de algumas alternativas, prevalecendo este por simbolizar o nome do município, o que facilitou a integração de toda torcida em torno do São Gonçalo Futebol Clube.
São Gonçalo do Amarante sempre foi considerado um dos principais celeiros de craques do futebol potiguar, destacando-se, entre outros, Odilon, Gonzaga, Ribeiro, Odissé, Zé Ireno, Tito, Assis e Paulinho, até porque foi o único município a conquistar por cinco vezes o tradicional Campeonato de Futebol do Interior, popularmente conhecido como Matutão.

### Trajetória
Em seu segundo ano de história o São Gonçalo apostava suas fichas no título do campeonato estadual. Para conseguir a façanha, o "Touro" montou um time de alto nível para desbancar a dupla ABC e América. Poty Júnior, presidente de honra do clube, contratou uma comissão técnica jovem, mas experiente. O técnico Edson Boaro (ex-lateral da seleção brasileira de 1986) e o preparador físico Toninho Cajuru foram os responsáveis em formar a nova equipe do São Gonçalo. A diretoria trouxe Mardônio do Ríver e o atacante Gerônimo, artilheiro do Ríver na Copa JH. O clube foi bem terminado aquém das expectativas mas em quarto colocado. Na disputa da terceira divisão nacional, teve boa atuação na primeira fase e desabou na segunda quando ficou em último no Grupo 2, que foi liderado pelo Atlético Goianiense. TB: Edson; Clécio, Marivaldo, e Romildo;Renato Peixe, Jaelson, Mardónio e Du; Jerônimo e Gustavo.
Em 2003, no primeiro turno fez grande campanha e conquistou a vaga para a Copa do Brasil de 2004. No segundo semestre disputou a Série C.
Em 2004, o Touro, no primeiro semestre, disputou além do Estadual a Copa do Brasil, sendo eliminado pelo Prudentópolis. Embalados pelo 2º lugar no Estadual de 2003 a direção montou uma equipe que foi considerada uma das favoritas. Jogadores vindos do sudeste, como Tiago, Everton e Rodrigão, poderão brilhar no Touro, além do jovem prata da casa Marlos. Em 2005 foi campeão do Torneio Início.

### O fim
Em 2007 o clube optou por não participar da Copa RN. A justificativa principal foi a falta de condições financeiras para estruturação de uma equipe com nível suficiente para a disputa. Em 2009 o clube desistiu do campeonato estadual e fechou as portas.

## Estátisticas

### Participações
| Competição          | Competição          | Temporadas | Melhor campanha            | Estreia | Última | P | R |
| Rio Grande do Norte | Campeonato Potiguar | 9          | Vice-Campeão (2000 e 2003) | 2000    | 2008   |   | – |
| Brasil              | Série C             | 2          | 22º colocado (2001)        | 2001    | 2003   | – | – |
| Brasil              | Copa do Brasil      | 1          | 1ª fase (2004)             | 2004    | 2004   |   |   |

## Títulos
| Estaduais | Estaduais      | Estaduais | Estaduais  |
|           | Competição     | Títulos   | Temporadas |
| --------- | -------------- | --------- | ---------- |
|           | Torneio Início | 1         | 2005       |

- Vice-Campeão do Campeonato Potiguar: 2000 e 2003
- Campeão Potiguar Juvenil e Junior: 2001